# Carota dell'altopiano del Fucino
La carota dell'altopiano del Fùcino è una varietà di carota prodotta nella piana del Fucino tra i 650 e i 680 metri slm in Abruzzo. Si fregia dal 2007 del riconoscimento europeo IGP.

## Descrizione
La coltivazione della carota in questa area contigua al parco nazionale d'Abruzzo, Lazio e Molise ha avuto inizio verso la fine degli anni cinquanta. 
Vengono impiegati nella coltivazione, in regime di rotazione colturale classica della zona, circa 2.300 ettari sui 12.000 coltivabili della piana fucense. La produzione media annua è di oltre 1.600.000 quintali di prodotto, che corrisponde all'incirca al 30% della produzione italiana di questo ortaggio.
La quantità molto ampia e la realizzazione di impianti di trasformazione della carota permettono la lavorazione dell'ortaggio anche in cubetti e succhi.
La forma dell'ortaggio è per lo più cilindrica a punta arrotondata. Non presenta peli radicali o cicatrici profonde nei punti di emissione del capillizio. L'epidermide è liscia e di colore arancio intenso su tutta la radice compreso il colletto. La polpa è estremamente croccante dal sapore dolce e corposo. Presenta la caratteristica della rottura vitrea.
L'IGP "Carota dell'Altopiano del Fucino" stabilisce le carote della specie Daucus carota (Linneo, 1753), prodotte nella zona del Fucino, e derivanti da diverse varietà: Maestro (Vilmorin), Presto (Vilmorin), Concerto (Vilmorin), Napoli (Bejo), Nandor (Clause) e Dordogne (SG).

## Zona di produzione
La zona di produzione della carota dell'altopiano del Fucino comprende il territorio della piana del Fucino e i suoi comuni: Aielli, Avezzano, Celano, Cerchio, Collarmele, Gioia dei Marsi, Lecce nei Marsi, Luco dei Marsi, Ortucchio, Pescina, San Benedetto dei Marsi e Trasacco tutti in provincia dell'Aquila, in Abruzzo.

## Caratteristiche
- forma: cilindrica a punta arrotondata
- buccia: arancio intenso
- polpa: arancio intenso

## Utilizzi

### Cucina
- Cruda
- Bollita
- Essiccata
- Panatura
- In soffritti, per insaporire sughi, pesci, carni e verdure
- Al latte, in minestre o creme di verdure
- Salse o bruschette
- Grattugiata in insalata
- Succhi e bevande
- Zuppe
- Farina
- Dolci
- Cioccolata di carote
- Prodotti per celiaci

### Altri utilizzi
- Creme cosmetiche che favoriscono l'abbronzatura
- Olio di carota
- Vaschette biologiche e biodegradabili
- Alimentazione impianti per la conversione di energia elettro-termica tramite biogas con i sottoprodotti della carota (parti non commestibili)

## Riconoscimenti
Il prodotto ha ottenuto il marchio europeo IGP.